# Henryk Toeplitz
Henryk Toeplitz (ur. 1 listopada 1822 w Warszawie, zm. 24 lutego 1891 we Wrocławiu) – polski kupiec, przemysłowiec, bankier, działacz społeczny i mecenas sztuki, pochodzenia żydowskiego.

## Życiorys
Urodził się w znanej żydowskiej rodzinie, był jednym z dziewięciorga dzieci Teodora Toeplitza (1793–1838) i Franciszki z domu Oesterreicher (1800–1844), bratem Bonawentury (1831–1905). Ukończył naukę w Instytucie Agronomicznym w Marymoncie. Prowadził dom handlowy „Franciszka Toeplitz i Sukcesorowie”, ale głównie zajmował się handlem cukrem w Królestwie Polskim, założył Warszawskie Towarzystwo Fabryk Cukru. Był jednym z założycieli Banku Handlowego w Warszawie. Był także mecenasem sztuki, założył Towarzystwo Wsparcia Podupadłych Artystów; należał do grona współzałożycieli Warszawskiego Towarzystwa Muzycznego, wspierał finansowo Stanisława Moniuszkę. Zmarł we Wrocławiu i został pochowany na tamtejszym cmentarzu żydowskim przy ul. Ślężnej.

## Literatura
- Zofia Borzymińska: Toeplitz Henryk. [w:] Polski Słownik Judaistyczny Delet [on-line]. Żydowski Instytut Historyczny. [dostęp 2021-05-06]. (pol.).